# Der Wächter
Der Wächter (Original: The Face, 2003) ist ein 2005 in deutscher Sprache erschienener, mit Elementen der fantastischen Literatur angereicherter Kriminalroman von Dean R. Koontz. Der Autor befasst sich hier speziell mit den Thematiken „Leben nach dem Tod“ und „Schutzengel“.

## Handlung
Lebensinhalt des Anarchisten und Universitätsprofessors Corky Laputa ist es, durch verbrecherische Taten zur Zerstörung der Gesellschaft beizutragen. Sein Arsenal reicht vom Aufhetzen von Nachbarschaften bis hin zur freigiebigen Verteilung von Drogen an Jugendliche oder von vergifteten Süßigkeiten an Kinder.
Nachdem ihm seine alltäglichen Untaten keine rechte Befriedigung mehr verschaffen, plant Laputa einen großen Coup: Er beabsichtigt, den zehnjährigen Sohn des immer wieder als „größten Filmstars aller Zeiten“ bezeichneten Hollywoodstars Channing Manheim zu entführen. Um eine maximale Verunsicherung der Bevölkerung zu erreichen, plant er, das Kind über Wochen hinweg langsam zu Tode zu foltern und die einzelnen Stadien des Verfalls per Foto und Video der Sensationspresse zugänglich zu machen. „Geübt“ hat er dies seit Wochen an einem Kollegen, einem Anglistikprofessor, mit dessen Anschauungen er nicht übereinstimmte. Mit großem technischen Aufwand – er benutzt einen Zeppelin – gelingt es ihm kurz vor Weihnachten, als ein Großteil des Personals in vorgezogenem Weihnachtsurlaub ist, in das zu einem Hochsicherheitstrakt ausgebaute Anwesen des Filmstars einzudringen. Das Wachpersonal wird mit Gas betäubt, nur der ehemalige Kriminalbeamte und nunmehrige Sicherheitschef Manheims, Ethan Truman kann verzweifelten Widerstand leisten. Dessen Schutzengel – sein kürzlich verstorbener Jugendfreund Dunny – greift immer wieder ins Geschehen ein und verhindert so letztendlich das geplante Verbrechen.
Koontz flicht gelegentlich humorvolle Passagen in seine düsteren Werke ein. So auch hier: Der Schutzengel hat einen Vorgesetzten, Typhon, dem er regelmäßig Bericht erstatten muss. Eigenmächtigkeiten und das Überschreiten von Kompetenzen ziehen Verwarnungen nach sich. Bei allzu starken Regelverstößen droht gar der Entzug des Mandats.